# André Ryckmans
André graaf Ryckmans (Leuven, 11 januari 1929 - Thysville, 17 juli 1960) was een Belgisch koloniaal ambtenaar en kenner van de inlandse Congolese talen.

## Levensloop
Als zoon van Pierre Ryckmans, die in 1934 gouverneur-generaal werd van Belgisch-Congo, bracht André het grootste deel van zijn jeugd in de Belgische kolonie door.
Hij leerde het Kikongo, de taal van de Bakongo, en de autochtonen waren het er over eens dat hij hun taal in de perfectie en accentloos sprak.
Hij keerde naar België terug voor zijn studies bij de Universitaire Faculteit Saint-Louis. Na gepromoveerd te zijn tot doctor in de rechten bij de Katholieke Universiteit te Leuven, keerde hij naar Belgisch-Congo terug, waar hij vanaf 1954 gewestelijk administrateur werd.
Hij liet er zich opmerken door zijn onconventionele manier van doen. Hij ijverde om van de ambtenaren niet louter administrateurs te maken, maar ze als motor te doen optreden van de economische ontwikkeling, met voorrang voor de plaatselijke belangen op die van de metropool en van de financiële vennootschappen.
Het bracht hem ertoe zich te interesseren voor de Kimbanguïstische Kerk en er de verdediging van op te nemen. De stichter ervan, de protestantse visionair Simon Kimbangu, werd gevangengezet en de 'sekte' werd verboden als subversief en als schadelijk voor de Europese belangen. André Ryckmans was van oordeel dat de groep helemaal niet subversief was en een element van evenwicht kon zijn tussen de plaatselijke cultuur en de uit het Westen geïmporteerde beschaving.
Op basis van een rapport dat hij opstelde en dat door het gouvernoraat-generaal werd goedgekeurd, werd aan de kimbangisten een grotere bewegingsvrijheid toegekend.
Vanaf 1959, met de onafhankelijkheid in het onmiddellijke vooruitzicht, zette hij zich in opdat België in het nieuwe land geen grondwet zou opleggen die een afdruk zou zijn van de Belgische, maar een meer realistische organisatie zou verkiezen, in overeenstemming met de traditionele Afrikaanse structuren.
Hij verwekte opschudding toen hij op 21 april 1960, in tegenstelling met de officiële beslissingen, in het territorium van Madimba dat hij bestuurde, verklaarde dat voortaan de Congolezen de chefs zouden zijn en de blanken er nog enkel als raadgevers zouden blijven, voor zover ze geduld werden. Hij verhoopte hiermee, op het nippertje, te voorkomen dat alle macht aan een centrale regering in Leopoldstad zou worden gegeven, maar integendeel de plaatselijke structuren zouden bevoordeeld werden. Het was te laat en op 30 juni 1960 werd Congo onafhankelijk. Weinige dagen later volgden de eerste onlusten.
André Ryckmans leidde een ploeg die de hulpverlening organiseerde aan geïsoleerde personen in de brousse, die door de revolte van de Force Publique gevaar liepen. Op 17 juli vloog hij met een helikopter van het Belgisch leger naar Beneden-Congo, waar Italiaanse technici die de weg naar Matadi aan het asfalteren waren, door rebellerende soldaten bedreigd werden. Hij werd door die soldaten gevangengenomen en samen met de piloot, commandant-vlieger Kervyn de Meerendré, afgemaakt. Hij was pas 31.
André Ryckmans was getrouwd met Geneviève Corin (1930) en ze hadden vijf kinderen, van wie het vijfde pas na de dood van zijn vader geboren werd. In 1962, toen Pierre Ryckmans postuum in de erfelijke adel werd opgenomen, met de titel van graaf, ontving André eveneens postuum dezelfde titel, overdraagbaar bij eerstgeboorte.

## Publicaties
Ryckmans heeft veel geschreven, maar weinig gepubliceerd.
Een etnografische studie, die bijna klaar was, is gedeeltelijk gepubliceerd.
In zijn nota's vond men ook een verzameling van duizenden Afrikaanse spreuken en gezegden, met uitleg en situering binnen hun sociale en historische context.
Werd gepubliceerd:
- Etude sur les statistiques démographiques au Congo Belge in: Extrait de Zaïre, nr. 1, januari 1953.
- Etude sur les signaux de 'mondo' (tambour téléphone), chez les Bayaka et Bankanu du territoire de Popokabaka, in: Extrait de Zaïre, nr. 5, mei 1956.
- Choix de devinettes des Bankanu et Bayaka du territoire de Popokabaka, in:  - Extrait de Zaïre, nr. 6, juni 1956.
- Contribution à la littérature orale Kongo, in: Revue internationale des sciences du développement, 1958.

Postuum:
- Les mouvements prophétiques Kongo en 1958 - Contribution à l'étude de l'histoire du Congo, B.O.P.R. Université Lovanium, 1970.
- Un territorial du Congo belge, publicatie met commentaar van de brieven en nota's van André Ryckmans tussen 1954 en 1960, gepubliceerd door Geneviève Ryckmans-Corin.